# Bernd Vollbrecht
Bernd Vollbrecht (* 20. Dezember 1953) ist ein deutscher Synchron- und Hörspielsprecher und Schauspieler.

## Werdegang
Vollbrecht absolvierte seine Ausbildung zum Schauspieler an der Hochschule für Musik, Theater und Medien Hannover und war ab 1977 Ensemblemitglied des Grips-Theaters. Seit 1982 ist er auch in Hamburg auf der Bühne zu sehen. Als Schauspieler sah man ihn zum Beispiel im Badesalz-Film Abbuzze!.
Seit Mitte der 1980er Jahre ist Vollbrecht vor allem als Synchronsprecher tätig. Da er viel für die Deutsche Synchron tätig war, wurde ihm 1988 die Synchronisation von Antonio Banderas in Lust am Töten – Pleasure of Killing angeboten. Seit dieser Zeit ist Vollbrecht die Feststimme von Banderas, ebenfalls synchronisierte er auch Greg Kinnear, Lambert Wilson, Robert Knepper, Christopher Eccleston, Jeffrey Dean Morgan oder war als Dr. Perry Cox, gespielt von John C. McGinley, in Scrubs – Die Anfänger zu hören. Von 2013 bis 2017 war Vollbrecht auch als zwölfter Doktor, gespielt von Peter Capaldi, in Doctor Who zu hören.
Zudem ist Vollbrecht auch als Hörspielsprecher tätig, unter anderem als Steven Burns in Gabriel Burns Decision Products oder als Professor van Dusen in der gleichnamigen Hörspielserie von Highscore Music. Daneben war er auch in Sherlock Holmes, Geisterjäger John Sinclair, Point Whitmark oder Howard Phillips Lovecraft – Chroniken des Grauens zu hören.
Vollbrecht lebt in Berlin.

## Filmografie (Auswahl)
- 1984: Versteckt
- 1985: Meier
- 1986: Die Klette
- 1987: Praxis Bülowbogen
- 1988: Erebos
- 1989: Letzte Nachrichten
- 1990: Das Haus am Watt
- 1995: Polizeiruf 110: Schwelbrand
- 1996: Abbuzze! Der Badesalz-Film

## Synchronrollen (Auswahl)
Antonio Banderas
- 1988: Lust am Töten – Pleasure of Killing als Luis
- 1992: Mambo Kings als Nestor Castillo
- 1993: Philadelphia als Miguel Alvarez
- 1995: Assassins – Die Killer als Miguel Bain
- 1995: Desperado als El Mariachi
- 1995: Never Talk To Strangers – Spiel mit dem Feuer als Tony Ramirez
- 1995: Two Much – Eine Blondine zu viel als Art Dodge
- 1998: Die Maske des Zorro als Alejandro Murrieta/Zorro
- 1999: Der 13te Krieger als Ahmed Ibn Fahdlan
- 2000: Das geheimnisvolle Grab als Pater Matt Gutierrez
- 2001: Original Sin als Luis Antonio Vargas
- 2001: Spy Kids als Gregorio Cortez
- 2002: Ballistic: Ecks vs. Sever als Agent Jeremiah Ecks
- 2002: Femme Fatale als Nicolas Bardo
- 2002: Frida als David Alfaro Siqueiros
- 2002: Spy Kids 2 – Die Rückkehr der Superspione als Gregorio Cortez
- 2003: Irgendwann in Mexico als El Mariachi
- 2003: Pancho Villa – Mexican Outlaw als Pancho Villa
- 2003: Spy Kids – Mission 3D als Gregorio Cortez
- 2005: Die Legende des Zorro als Don Alejandro de la Vega / Zorro
- 2006: Bordertown als Alfonso Diaz
- 2006: Dance! Jeder Traum beginnt mit dem ersten Schritt als Pierre Dulaine
- 2008: Der Andere als Ralph
- 2008: Lauschangriff – My Mom’s New Boyfriend als Tommy Lucero / Martinez
- 2009: The Code – Vertraue keinem Dieb als Gabriel Martin
- 2010: Ich sehe den Mann deiner Träume als Greg
- 2011: The Big Bang als Ned Cruz
- 2012: Ruby Sparks – Meine fabelhafte Freundin als Mort
- 2013: Machete Kills als El Camaleón
- 2013: Fliegende Liebende als León
- 2014: Automata als Jacq Vaucan
- 2014: The Expendables 3 als Galgo
- 2015: 69 Tage Hoffnung als Mario Sepúlveda
- 2015: SpongeBob Schwammkopf 3D als Burger–Bart
- 2017: The Music of Silence als Maestro
- 2017: Black Butterfly – Der Mörder in mir als Paul
- 2017: Bullet Head als Blue
- 2017: Pfad der Rache als Valera
- 2017: Security als Eddie Deacon
- 2018: Jenseits der Realität als Gordon
- 2019: Die Geldwäscherei als Ramón Fonseca
- 2019: Leid und Herrlichkeit als Salvador Mallo
- 2020: Die fantastische Reise des Dr. Dolittle als Rassouli
- 2022: Uncharted als Santiago Moncada
- 2023: Indiana Jones und das Rad des Schicksals als Renaldo

Christopher Eccleston
- 1998: Elizabeth als Herzog von Norfolk
- 2001: Othello als Ben Jago
- 2001: The Others als Charles
- 2002: 28 Days Later als Major Henry West
- 2002: Dina – Meine Geschichte als Leo Zhukovsky
- 2007: Heroes (Fernsehserie, 5 Folgen) als Claude
- 2007: Wintersonnenwende – Die Jagd nach den sechs Zeichen des Lichts als Der Reiter
- 2009: Amelia als Fred Noonan
- 2009: G.I. Joe – Geheimauftrag Cobra als Destro
- 2011: Die Borger als Rod Clock
- 2013: Accused – Eine Frage der Schuld (Fernsehserie, 1 Folge)
- 2014–2017: The Leftovers (Fernsehserie, 27 Folgen) als Reverend Matt Jamison
- 2015: Fortitude (Fernsehserie, 3 Folgen) als Prof. Charlie Stoddart
- 2015: Legend als Nipper Read
- 2018: King Lear als Oswald
- 2018: Dead in a Week (oder Geld zurück) als Harvey

Greg Kinnear
- 2002: Auto Focus als Bob Crane
- 2003: Unzertrennlich als Walt
- 2005: Friends (Fernsehserie, 1 Folge) als Dr. Benjamin Hobart
- 2006: Little Miss Sunshine als Richard Hoover
- 2007: Unknown als Mann mit gebrochener Nase / Richard McCain
- 2007: Zauber der Liebe als Bradley Smith
- 2008: Baby Mama als Rob Ackerman
- 2008: Flash of Genius als Robert Kearns
- 2008: Wen die Geister lieben als Frank Herlihy
- 2010: Green Zone als Clark Poundstone
- 2010: Mit Dir an meiner Seite als Steve Miller
- 2011: Der ganz normale Wahnsinn – Working Mum als Richard Reddy
- 2011: Wer’s glaubt wird selig – Salvation Boulevard als Carl Vanderveer
- 2011: Die Kennedys (Fernsehserie, 8 Folgen) als Jack Kennedy
- 2013: The English Teacher als Dr. Tom Sherwood
- 2013: Thin Ice als Mickey Prohaska
- 2013: Modern Family (Fernsehserie, 1 Folge) als Tad
- 2014: Den Himmel gibt’s echt als Todd Burpo
- 2014: Rake (Fernsehserie, 10 Folgen) als Keegan Deane
- 2016: Auf Treu und Glauben als Joe Biden
- 2017: Die Abenteuer von Brigsby Bär als Detective Vogel
- 2017: Genauso anders wie ich als Ron Hall
- 2018: Philip K. Dick’s Electric Dreams (Fernsehserie, 1 Folge) als Der Vater
- 2019: The Red Sea Diving Resort als Walton Bowen

Jason Flemyng
- 2011: Wer ist Hanna? als Sebastian
- 2016: Fürst der Dämonen als Jonathan Green

Jeffrey Dean Morgan
- 2012: The Courier als Courier
- 2013: Peace, Love & Misunderstanding als Jude
- 2015: Bus 657 als Vaughn

Lambert Wilson
- 2013: Molière auf dem Fahrrad als Gauthier Valence
- 2014: Barbecue als Antoine Chevalier
- 2016: Jacques – Entdecker der Ozeane als Jacques–Yves Cousteau
- 2018: Der Klavierspieler vom Gare du Nord als Pierre Geithner
- 2022: Mrs. Harris und ein Kleid von Dior als Marquis de Chassagne

Robert Knepper
- 2007: Hitman – Jeder stirbt alleine als Yuri Marklov
- 2007–2009, 2017: Prison Break (Fernsehserie) als Theodore „T–Bag“ Bagwell
- 2009: Heroes (Fernsehserie) als Samuel Sullivan
- 2013: Mob City (Fernsehserie) als Sid Rothman
- 2014: Die Tribute von Panem – Mockingjay Teil 1 als Antonius
- 2015: Die Tribute von Panem – Mockingjay Teil 2 als Antonius
- 2015: American Horror Story: Hotel als Lieutenant (Folge 5x05)

Ted McGinley
- 1995: Töte oder stirb! als Jeffrey Quint
- 1996: Deadly Web – Terror im Internet als Peter Lawrence
- 1999: Der große Mackenzie als Johnny Darjerling
- 2008: Ehe ist… (Fernsehserie, 1 Folge) als Webby
- 2010: Scooby-Doo! Der Fluch des See-Monsters als Onkel Thorny
- 2015: The Mentalist (Fernsehserie, 1 Folge) als Ed Hunt
- 2015–2016: The Bridge (Miniserie, 2 Folgen) als Charlie Bartons
- 2019: Hawaii Five-0 (Fernsehserie, 1 Folge) als FBI Agent Sam Collins

John Slattery
- 2007: Desperate Housewives als Victor Lang
- 2007–2015: Mad Men als Roger Sterling
- 2010: Iron Man 2 als Howard Stark
- 2015: Ant-Man als Howard Stark
- 2016: The First Avenger: Civil War als Howard Stark
- 2019: Avengers: Endgame als Howard Stark
- 2023: What If…? als Howard Stark

### Filme
- 1988: Oliver & Co. als Butler Winston
- 1992: Aus der Mitte entspringt ein Fluss – Brad Pitt als Paul Maclean
- 1992: Cool World – Brad Pitt als Det. Frank Harris
- 1993: True Romance – Brad Pitt als Floyd
- 1993: Spacecenter Babylon 5 – Michael O’Hare als Cmdr. Jeffrey Sinclair
- 1996: Star Trek – Der erste Kontakt – LeVar Burton als Lt. Cmdr. Geordi La Forge
- 1998: Auf immer und ewig – Andy Henderson als Jacob Grimm
- 1998: Star Trek – Der Aufstand – LeVar Burton als Lt. Cmdr. Geordi La Forge
- 1999: Notting Hill – Sanjeev Bhaskar als Mann im Restaurant
- 1999: American Beauty – Barry Del Sherman als Brad Dupree
- 2002: Star Trek – Nemesis – LeVar Burton als Lt. Cmdr. Geordi La Forge
- 2003: Manhattan Love Story – Ralph Fiennes als Christopher Marshall
- 2006: Bleach: Memories of Nobody – Akio Otsuka als Shunsui Kyouraku
- 2006: Pirates of the Caribbean – Fluch der Karibik 2 – Max Baker als Burser
- 2007: Fist of the North Star – Legend of Raoh II – Takashi Ukaji als Raoh
- 2007: Fist of the North Star – Legend of Yuria – Takashi Ukaji als Raoh
- 2007: Bleach: The DiamondDust Rebellion – Akio Otsuka als Shunsui Kyouraku
- 2007: Ocean’s 13 – Julian Sands als Greco Montgomery
- 2008: Bedtime Stories – Allen Covert als Ferrari Fahrer
- 2008: Fist of the North Star – Legend of Kenshiro – Takashi Ukaji als Raoh
- 2008: Fist of the North Star – Legend of Toki – Takashi Ukaji als Raoh
- 2008: Willkommen bei den Sch’tis – Stéphane Freiss als Jean Sabrier
- 2011: Fast & Furious Five – Michael Irby als Zizi
- 2011: Bad Teacher – John Michael Higgins als Direktor Wally Snur
- 2011: Dream House – Marton Csokas als Jack Patterson
- 2012: Bartolis Gesetz – Stéphane Freiss als Bartoli
- 2013: Die Eiskönigin – Völlig unverfroren – Maurice LaMarche als König
- 2013: Numbers Station – Finbar Lynch als Michaels
- 2015: Fifty Shades of Grey – Callum Keith Rennie als Ray Steele
- 2015: A Royal Night – Ein königliches Vergnügen – Geoffrey Streatfeild als Jeffers
- 2015: Der kleine Rabe Socke 2 – Das große Rennen als Papagei Emilio
- 2019: Joker – Marc Maron als Gene Ufland
- 2019: Die Eiskönigin II – Alfred Molina als König Agnarr
- 2019: Star Wars: Der Aufstieg Skywalkers – Liam Neeson als Qui-Gon Jinn
- 2020: Der Weihnachtswalzer – Lane Edwards als Bob
- 2021: Till Death – Bis dass dein Tod uns scheidet – Callan Mulvey als Bobby Ray
- 2022: Dr. Who und die Daleks – Peter Cushing als Dr. Who
- 2022: Dr. Who – Die Invasion der Daleks auf der Erde 2150 n. Chr. – Peter Cushing als Dr. Who
- 2024: Horizon: An American Saga – Kevin Costner als Hayes Ellison
- 2025: Die nackte Kanone – Liam Neeson als Lt. Frank Drebin Jr.

### Serien
- 1994–1996: Babylon 5 – Michael O’Hare als Cmdr. Jeffrey Sinclair
- 2001: Alias – Die Agentin – Quentin Tarantino als McKenas Cole
- 2001–2005: Malcolm mittendrin – Chris Eigeman als Lionel Herkabe
- 2001–2010: Scrubs – Die Anfänger – John C. McGinley als Dr. Perry Cox
- 2001–2011: Smallville – John Schneider als Jonathan Kent
- 2005–2006: Weeds – Kleine Deals unter Nachbarn – Martin Donovan als Peter Scottson
- 2005–2007: Extras – Ricky Gervais als Andy Millman
- 2007–2013: Private Practice – Paul Adelstein als Dr. Cooper Freedman
- 2008: Death Note – Issei Futamata als Kyosuke Higuchi
- 2009–2016: Royal Pains – Campbell Scott als Boris Kuester von Jurgens–Ratenicz
- 2010–2013: Victorious – Eric Lange als Mr. Sikowitz
- 2011: Dexter – Chris Vance als Cole Harmon
- 2011–2013: Borgia – Kardinal Giuliano della Rovere
- 2012–2016: Willkommen in Gravity Falls – Alex Hirsch als „Gronkel Stan“ Pines
- 2013, 2022: Borgen – Gefährliche Seilschaften – Lars Mikkelsen als Søren Ravn
- 2013–2017: Hell on Wheels – Anson Mount als Cullen Bohannan
- 2013–2018: Doctor Who – Peter Capaldi als Der (12.) Doktor
- 2014–2016: Undercover – Michail Bilalow als Petar Tudscharow
- 2014–2017: Reign – Craig Parker als Lord Narcisse
- 2015–2016: House of Cards – Lars Mikkelsen als Viktor Petrov
- 2015–2019: Occupied – Die Besatzung – Henrik Mestad als Ministerpräsident Jesper Berg
- 2015–2018: Sense8 – Terrence Mann als Mr. Whispers
- 2015–2022: Better Call Saul – Patrick Fabian als Howard Hamlin
- 2016: Victoria – Paul Rhys als Sir John Conroy
- 2017–2018: Tote Mädchen lügen nicht – Brian d’Arcy James als Andy Baker
- 2017–2019: Happy! – Patrick Fischler als Smoothie
- 2017–2024: Star Trek: Discovery – Doug Jones als Lieutenant Saru
- 2017–2018: Antarktika als Dr. Anthony Burke
- 2018–2019: Chilling Adventures of Sabrina – Bronson Pinchot als George Hawthorne
- 2018–2023: Atlanta Medical – Bruce Greenwood als Randolph Bell
- 2020: Treadstone – Jamie Parker als Dennis Kohler
- 2020–2023: Hunters – Dylan Baker als Biff Simpson
- 2021: Ninjago – Ron Halder als König Trimaar
- 2021–2022: Inside Job – John DiMaggio als Glenn Dolphman
- 2021–2025: Cobra Kai – Thomas Ian Griffith als Terry Silver
- seit 2022: Navy CIS – Gary Cole als FBI Special Agent Alden Parker
- 2022: Obi-Wan Kenobi – Liam Neeson als Qui-Gon Jinn
- 2022: American Horror Story: NYC – Joe Mantello als Gino Barelli

## Videospiele (Auswahl)
- 2009: The Book of Unwritten Tales als König der Diebe
- 2011: Batman: Arkham City
- 2011: The Elder Scrolls V: Skyrim
- 2011: Jurassic Park: The Game als Dr. Gerry Harding
- 2012: Diablo III als Abd al-Hazir
- 2014: Assassin’s Creed Unity als Maximilien de Robespierre
- 2015: The Book of Unwritten Tales 2 als Rémi deDumas
- 2015: Fallout 4 als Männlicher Spielercharakter
- 2015: Final Fantasy XIV als  Heavensward als Thordan VII
- 2016: Overwatch als Hanzo
- 2016: Enderal als Jorek Bartarr
- 2017: Final Fantasy XIV: Stormblood als Gosetsu
- 2018: Two Point Hospital: als Radio Dj Ricky Hawthorne
- 2019: Need for Speed Heat als LT. Frank Mercer
- 2020: Assassin’s Creed Valhalla als Hjör
- 2021: Necromunda: Hired Gun als Rogue Doc
- 2022: Two Point Campus als Radio Dj Ricky Hawthorne
- 2025: Two Point Museum als Radio Dj Ricky Hawthorne
- 2025: Assassin’s Creed Shadows als Takahashi Goro, Marume Nagayoshi

## Hörspiele (Auswahl)
- Gabriel Burns als Steven Burns (45 Folgen, 2003–2010 und 2013–2014)
- Point Whitmark (Folge 20 und 22, 2007–2008)
- Sherlock Holmes (Folge 33, 52, 54, 59 und 60, 2009–2011)
- Geisterjäger John Sinclair als Logan Costello (Folge 57, 58, 65, 73, 85, 86 und 132, 2010–2019)
- Monster 1983, Lübbe Audio & Audible, als Mr Miller (2015–2017)